# الطاهر شاوي
الطاهر شاوي من مواليد 1972 بمسعد ولاية الجلفة إطار سامي في الدولة الجزائرية، رئيس الكتلة البرلمانية لحزب تاج في الفترة البرلمانية 2017-2020. ورئيس المجلس الوطني لحزب تجمع أمل الجزائر تاج.

## السيرة الذاتية
الطاهر شاوي من مواليد 1972 بمسعد إطار سامي في الدولة الجزائرية متحصل على شهادة الليسانس بالإضافة إلى الدراسات المتخصصة في الإدارة من مدينة الجلفة. اشتغل مساعدا لرئيس الديوان بوزارة الصيد البحري من 1999 إلى 2002 ، ثم رئيسا للدراسات بوزارة الأشغال العمومية من سنة 2002 إلى 2003 ، فمستشارا لوزير الأشغال العمومية من سنة 2002 إلى 2011 . عُين رئيسًا لديوان وزير الأشغال العمومية من سنة 2011 إلى 2013، لينتقل بعدها إلى رئاسة ديوان وزير النقل من سنة 2013 إلى 2015، ثم رئيسا لديوان وزير التهيئة العمرانية والسياحة والصناعة التقليدية من 2015 إلى 2016. ثم رئيس ديوان رئيس حزب تجمع أمل الجزائر تاج، انتخب نائبا عن ولاية الجلفة وعين بعدها رئيسًا للكتلة البرلمانية لحزب تجمع أمل الجزائر تاج يشغل حاليا رئيس المجلس الوطني لحزب تاج.